# Ролдугин, Сергей Павлович
Серге́й Па́влович Ролду́гин (род. 28 сентября 1951, Сахалинская область) — советский и российский виолончелист, дирижёр, музыкант и музыкальный педагог и предприниматель.
Солист и дирижёр Мариинского театра, артист ЗКР АСО Ленинградской филармонии, профессор Санкт-Петербургской консерватории, художественный руководитель Санкт-Петербургского Дома музыки. Народный артист Российской Федерации (2005).
В 2022 году вследствие вторжения России на территорию Украины против Ролдугина Евросоюз и ряд других стран ввёл персональные санкции.

## Биография
Сергей Павлович Ролдугин родился 28 сентября 1951 года в Сахалинской области. Его отец был военным, и его перевели в Ригу, где Сергей вырос и учился в латышской школе. Он говорит на латышском языке. Его родители похоронены в Риге, и там у Сергея остались родственники.
В 5 лет он начал учиться играть на фортепиано, а в 8 лет — на виолончели. В 1970 году окончил музыкальную школу имени Эмиля Дарзиня в Риге.
Окончил Ленинградскую консерваторию по классу Анатолия Никитина и, ещё будучи студентом, стал музыкантом симфонического оркестра Ленинградской филармонии под управлением Евгения Мравинского. В 1978 году окончил аспирантуру в той же консерватории.
В 1980 году он стал лауреатом III премии международного конкурса «Пражская весна».
С 1984 по 2003 год Ролдугин был солистом-концертмейстером группы виолончелей Мариинского театра.
Ролдугин — близкий друг президента России Владимира Путина. Знакомство состоялось во время военной службы Ролдугина в Ленинграде при посредничестве старшего брата музыканта — Евгения Павловича Ролдугина. Сам Ролдугин говорил о своей дружбе с Путиным следующее:

Он приехал к нам с братом, и мы познакомились. Это было, кажется, в 1977 году. Встретились и уже не расставались. Он мне просто как брат. Раньше, когда мне некуда было деться, я шёл к нему, и у него спал и ел.— Наталия Геворкян. От первого лица - Разговоры с Владимиром Путиным
По собственному признанию, в 1985 году стал крёстным отцом старшей дочери Путина Марии Владимировны.
С 2002 по 2004 год Ролдугин исполнял обязанности ректора Санкт-Петербургской консерватории. В 2004 году он начал заниматься дирижированием. С 2004 года Ролдугин — приглашённый дирижёр Мариинского театра. В 2003 году ему предлагали стать возможным будущим министром культуры России. Тем не менее он отказался, попросив вместо этого Путина создать новый Дом музыки в Санкт-Петербурге. С 2006 года он является также художественным руководителем созданного по его инициативе и при поддержке Владимира Путина Санкт-Петербургского Дома музыки и инициатором реставрации Дворца Великого князя Алексея Александровича на Мойке, 122, в котором в 2008 году был размещён Дом музыки. Реставрировали дворец на средства благотворительного фонда «Константиновский» и городского бюджета, вложившего в него 800 млн руб. В 2008 году Путин побывал на открытии отреставрированного Дома музыки.
Является председателем правления и учредителем фонда «Талант и успех» (в январе 2022 года данные об учредителях фонда были удалены из Единого госреестра юрлиц.), который совместно с Министерством культуры и Министерством спорта является учредителем благотворительного фонда «Сириус». Последний управляет созданным в Сочи на базе олимпийских строений образовательным центром для одарённых детей от 11 до 15 лет, проявивших таланты в спорте, естественных науках, музыке и балете. Проект был придуман лично Путиным. Также Ролдугин курирует как художественный руководитель программу «Река талантов» (длительные гастроли молодых исполнителей по Поволжью) и «Посольство мастерства» (зарубежные гастроли российских исполнителей).
5 мая 2016 года вместе с симфоническим оркестром Мариинского театра под руководством Валерия Гергиева дал концерт под названием «С молитвой о Пальмире» в древнем амфитеатре сирийского города Пальмиры, освобождённой сирийской правительственной армией при поддержке российских ВКС от ИГ 27 марта 2016 года в рамках совместной военной операции. Концерт был приурочен ко Дню Победы и посвящён памяти казнённого боевиками ИГ смотрителя Пальмиры Халида Асаада и российскому офицеру — Герою Российской Федерации Александру Прохоренко, погибшему при освобождении города.

## Предпринимательская деятельность
Ролдугин вместе с однокурсником Владимира Путина Николаем Егоровым (сыгравшим важную роль в его политической карьере) назывался одним из учредителей компании «Петроинтеройл», согласно ЕГРЮЛ, фирма была зарегистрирована в августе 1993 года, а в 2006 году она была ликвидирована. Сфера деятельности компании и список её учредителей в выписке не указаны.
Ролдугину вместе с партнёром по Некоммерческому партнёрству «Поддержка детского спорта» Владиславом Копыловым с ноября 2005 года в равных долях принадлежала компания «Прибой», а с ноября 2009 по ноябрь 2012 года партнёры числились соучредителями компании «Волна» (телефоны компаний совпадают). В 2000-х годах компании играли важную роль в медийной жизни Санкт-Петербурга, так как через них Ролдугин и Копылов предположительно контролировали Балтийскую медиагруппу «Радио Балтика», телеканал «100ТВ», газеты «Невское время», «Смена», «Вечерний Петербург» и Балтийское информационное агентство). Сам Владислав Копылов с 2014 года является владельцем торговой марки водки «Путинка».
Компания «Прибой», ликвидированная в октябре 2015 года, числится учредителем некоммерческой организации «Фонд развития и поддержки средств массовой информации», владеющей 10,8 % акций в футбольном клубе «Зенит».
Ролдугин — акционер банка «Россия» (3,3 %), стоимость его пакета в 2016 году оценивалась в 550 млн руб. без учёта скидки за непубличность банка и вхождение в санкционный список, так как администрация президента США посчитала «Россию» «личным банком для узкого круга» приближённых к Путину людей. Дивиденды за 2014 год на долю Ролдугина составили 18 млн руб.
Вместе с дирижёром Ю. Х. Темиркановым, балериной С. Ю. Захаровой, хоккеистом В. В. Каменским, фигуристом А. Г. Горшковым, математиками И. В. Ященко и С. К. Смирновым, является учредителем фонда «Талант и успех», спонсируемого из госбюджета.
Ролдугин оказался единственным художественным руководителем в учреждениях культуры, подчинённых напрямую министерству, не отчитавшимся о заработках и собственности. Министерство ссылается на приказ Минкультуры России от 14.08.2015 № 2222, по которому артист не обязан этого делать.

### Офшорные компании
В 2016 году журналистское расследование сотрудников «Новой газеты» и Международного консорциума журналистов-расследователей на основе Панамских документов выявило у Ролдугина четыре офшорные компании, созданные в 2006 году (две — напрямую, две — через представителей). Через них проводились сделки с акциями госкомпаний («Роснефть», «Ростелеком», «ВТБ», «КамАЗ», «АвтоВАЗ»), позволявшие, по данным журналистов, получать несколько миллионов долларов за каждую сделку. Компании Ролдугина брали многомиллионные кредиты в дочерней компании ВТБ без обеспечения, а также получали деньги от российских предпринимателей под низкие проценты. Общий оборот средств по счетам «Sandalwood Continental» составил 2 млрд долларов (при стоимости её активов в 18 млрд рублей), по другим офшорам — сотни миллионов долларов. На момент публикации расследования в апреле 2016 года из перечисленных компаний действовала только одна, контролируя 20 % акций российского продавца телерекламы «Видео Интернешнл».
В частности, в 2016 году «Новая газета» утверждала, что в 2011 году связанная с Сергеем Ролдугиным компания Sandalwood Continental выдала в качестве займов около 200 миллионов рублей российской фирме «Озон», которая стала собственником большого участка земли в Приозерском районе Ленинградской области, на котором расположен горнолыжный курорт «Игора». В 2015 агентство Reuters сообщило, что якобы в этом месте в феврале 2013-го состоялась свадьба дочери президента России Владимира Путина Катерины Тихоновой и бизнесмена Кирилла Шамалова.
Связь Ролдугина с офшорными компаниями подтвердили власти Литвы, через банки которой проходили операции. По словам главы литовской службы расследований финансовых преступлений Кястутиса Юцявичюса, в них есть признаки отмывания денег.
Президент России Владимир Путин, комментируя офшорную деятельность Ролдугина, сказал, что почти все заработанные деньги музыкант тратит на приобретение музыкальных инструментов для государственных учреждений России, при этом речь не идёт о миллиардах долларов. В ходе прямой линии 2016 года он объявил о покупке Ролдугиным виолончели Страдивари «Стюарт» 1732 года за 12 млн $; позже информация о продаже инструмента в 2012 году анонимному покупателю была удалена с сайта аукционного дома Reuning.
В 2018 г. в отношении одной из компаний Ролдугина ведётся расследование правоохранительными органами Панамы.
В марте 2019 года упоминалось о причастности Ролдугина к глобальной схеме отмывания денег на сумму почти 9 миллиардов долларов, предположительно созданной Sberbank CIB («Тройка Диалог»), в рамках которой он получил 69 миллионов долларов. Данная схема отмывания денег известна как ŪkioLeaks или «Прачечная Тройки».
В октябре 2021 года как предположительно связанный с фирмой «Sandalwood Continental» Ролдугин был назван среди лиц, приближённых к Владимиру Путину, в списках, упомянутых в Архивах Пандоры, собрании документов о финансовых махинациях мировых лидеров. На запрос «The Guardian» прокомментировать опубликованные сведения Ролдугин отказался.
В 2023 году в Швейцарии начался суд над четырьмя банкирами (трое россиян и один швейцарец) по обвинению в том, что они помогли Ролдугину разместить деньги на депозитах в Швейцарии и не предприняли достаточных усилий, чтобы установить личность владельца. Ролдугин был назван владельцем двух счетов, открытых в Газпромбанке в Швейцарии в 2014 году, на которые из России переводились миллионы франков. Оба счета были закрыты в сентябре 2016 года, когда Ролдугин уже попал под санкции США.
30 марта 2023 года суд озвучил подозрения 4 топ-менеджерам Швейцарского подразделения Газпромбанка за халатность в проверке законности средств на счетах Ролдугина, назначены штрафы и испытательные работы. Банкиры не проверили происхождения 24 млн франков, которые поступили на счета Ролдугина, а также Александра Плехова и Олега Гордина.

## Санкции
В феврале 2022 года Европейский союз ввёл санкции в отношении Ролдугина как бизнесмена, у которого тесные связи с Владимиром Путиным. Евросоюз отмечает что Ролдугин «является частью сетевой финансовой схемы Путина. Ему принадлежит не менее 5 оффшорных компаний, а свои активы он хранит в Банке «Россия», известном в Москве как «кошелек Путина». Согласно расследованию ICIJ, г-н Ролдугин отвечает за «перетасовку» не менее 2 миллиардов долларов через банки и оффшорные компании в рамках скрытой финансовой сети Путина. Поэтому он отвечает за активную материальную или финансовую поддержку российских лиц, принимающих решение, ответственных за аннексию и дестабилизацию Украины». Также отмечается связь Ролдугина с «Прачечная Тройки»,  в рамках которой он получил 69 миллионов долларов, провёл через эту систему миллиарды долларов США.
19 апреля 2022 года Ролдугин внесён в санкционный список Канады «соратников российского режима» за его «соучастие в неоправданном вторжении России в Украину». 5 июля 2022 года Сергей Ролдугин и его жена Елена Миртова попали под персональные санкции Японии.
В начале июня 2022 года США внесли музыканта в санкционный список против «сетей оказывающих поддержку Путину и российской элите» как «управляющий офшорным состоянием президента Путина». Санкции предусматривают запрет на получение визы, а также арест имущества и счетов в случае их обнаружения.
19 октября 2022 года попал в санкционный список Украины так как «он отвечает за активную материальную или финансовую поддержку российских лиц, принимающих решение, ответственных за аннексию и дестабилизацию Украины».
По аналогичным основаниям Ролдугин находится в санкционных списках Великобритании, Швейцарии, Австралии и Новой Зеландии. Ранее Ролдугин был внесён ФБК в список коррупционеров и разжигателей войны, с предложением введения против него международных санкций как «доверенное лицо Владимира Путина, формальный владелец части активов, которые, согласно веским доказательствам, связаны с Путиным».

## Награды
- Орден «За заслуги перед Отечеством» IV степени (1 октября 2021 года) — за большой вклад в развитие отечественной культуры и искусства, многолетнюю плодотворную деятельность[48]
- Орден Александра Невского (4 июля 2016 года) — за особые заслуги в подготовке и проведения гуманитарных внешнеполитических акций, способствующих укреплению мира и дружбы между народами[49].
- Орден Почёта (28 сентября 2011 года) — за большой вклад в отечественное музыкальное искусство и подготовку музыкально-педагогических кадров[50].
- Орден «Достык» II степени (2017 год, Казахстан)[51]
- Медаль «За освобождение Пальмиры» (МО РФ, 2016 год) — за содействие в решении задач, возложенных на Вооружённые Силы Российской Федерации при проведении военной операции по освобождению Пальмиры[52].
- Народный артист Российской Федерации (1 августа 2005 года) — за большие заслуги в области искусства[3].
- Заслуженный артист Российской Федерации (27 октября 2000 года) — за заслуги в области искусства[53].

## Семья
Старший брат — Евгений Павлович Ролдугин. Вместе с Путиным он учился в Краснознамённом институте КГБ. Во времена СССР — сотрудник центрального аппарата КГБ Латвийской ССР. Затем возглавлял отдел промышленной безопасности и охраны труда компании «Latvijas Gāze», которая занимается реализацией российского газа в Латвии (акционеры: E.ON Ruhrgas — 47,2 %, «Газпром» — 34 %, Itera Latvija — 16 %). В 2009—2019 гг. — директор представительства «Газпрома» в Риге. Скончался в ноябре 2020 года от коронавирусной инфекции COVID-19.
- Первая жена — Ирина Анатольевна Никитина (род. в 1962 году), президент фонда «Музыкальный Олимп» (с 1995 года), окончила Санкт-Петербургскую государственную консерваторию имени Н. А. Римского-Корсакова, аспирантуру консерватории по классу фортепиано, Пражскую академию.
- Вторая жена — Елена Юрьевна Миртова, солистка Мариинского театра (с 1989 года, сопрано), начальник отдела конкурсных программ «Санкт-Петербургского Дома музыки», окончила Ленинградскую государственную консерваторию имени Н. А. Римского-Корсакова (класс Тамары Новиченко), заслуженная артистка России (2008)[57][58].